# Eilema chinensis
Eilema chinensis là một loài bướm đêm thuộc phân họ Arctiinae, họ Erebidae.